# Bons-en-Chablais
Bons-en-Chablais är en kommun i departementet Haute-Savoie i regionen Auvergne-Rhône-Alpes i sydöstra Frankrike. Kommunen ligger i kantonen Douvaine som tillhör arrondissementet Thonon-les-Bains. År 2022 hade Bons-en-Chablais 6 120 invånare.

## Befolkningsutveckling
Antalet invånare i kommunen Bons-en-Chablais
| Referens: INSEE |